# Schinopsis brasiliensis
A braúna ou baraúna (Schinopsis brasiliensis) é  uma espécie de árvore da família das Anacardiaceae, mesma família dos cajueiros. É nativa do Brasil, Paraguai e Bolívia. Ocorre em florestas de caatingas e cerrados, especialmente das regiões Nordeste e Centro-Oeste do Brasil.
Também é conhecida pelos nomes de braúna-do-sertão, braúna-parda, coração-de-negro, ipê-tarumã, maria-preta-da-mata, maria-preta-do-campo, parova-preta, pau-preto, pau-preto-do-sertão, paravaúna, parovaúna, perovaúna, quebracho, quebracho-colorado, quebracho-vermelho e ubirarana.

## Etimologia
O nome quebracho, dado para a árvore na região do Pantanal, vem do espanhol quebra-hacha, significando quebra-machado, por causa da dureza de sua madeira. 

## Distribuição
Sua distribuição é ampla, ocorre nos estados do Alagoas, Bahia, Ceará, Piauí, Rio Grande do Norte, Paraíba, Pernambuco, Sergipe, Tocantins, Goiás, Minas Gerais, Mato Grosso e Mato Grosso do Sul. E também distribui-se na ecorregião das florestas secas de Chiquitano do extremo ocidente da Bolívia e Paraguai e regiões adjacentes do Brasil.

## Usos
A braúna possui amplos usos, ecologicamente a espécie é usada em plantios de enriquecimento assim como na recuperação de áreas degradadas, serve como suporte para ninhos e abrigo e a resina fornece sais minerais para a fauna. Devido a sua floração no período seco, de julho a agosto, é uma fonte importante de alimento para as abelhas durante a época em que há poucos recursos. Na economia sua resina também é comumente usada na medicina popular contra dores de dente e ouvido, histeria, nervosismo, e no tratamento de verminoses em animais. A espécie é considerada por muitos autores como madeira de lei, pela sua madeira de alta densidade (1,03 g.cm-3 a 1,23 g.cm-3) e resistência à decomposição e ataques de fungos xilófagos, o que a torna adequada para a produção de feitura de dormentes em linhas de ferro, esquadrias, mourão e vigamentos. Devido a sua madeira ter um grande valor econômico, tem sido explorado de forma irracional sem reposição da mesma no ambiente natural a tornando uma das espécies ameaçadas incluída na lista oficial das espécies da flora brasileira ameaçadas de extinção. Além disso, a espécie tem sido muito utilizada em arborização urbana e rural e em recomposição de áreas desmatadas.

## Descrição

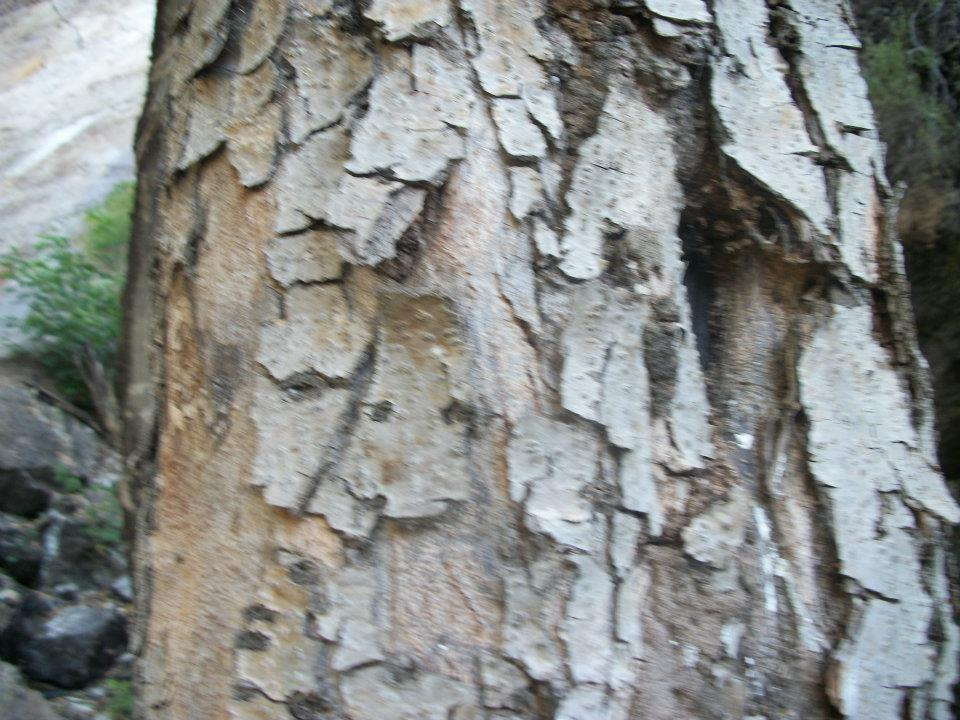
Casca em lâminas delgadas e quebradiças da árvore, no Boqueirão do Rio Salgado

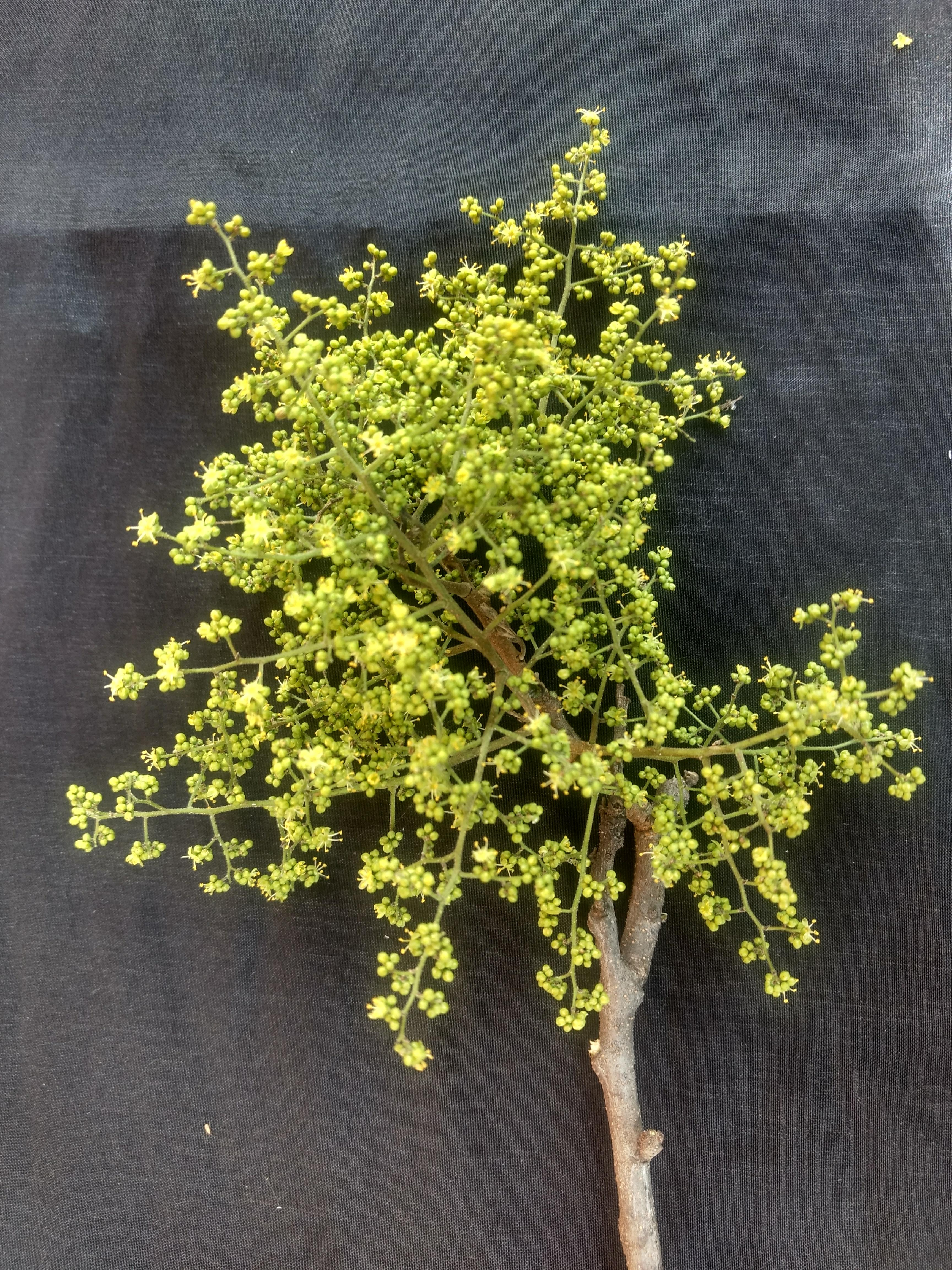
Inflorescência

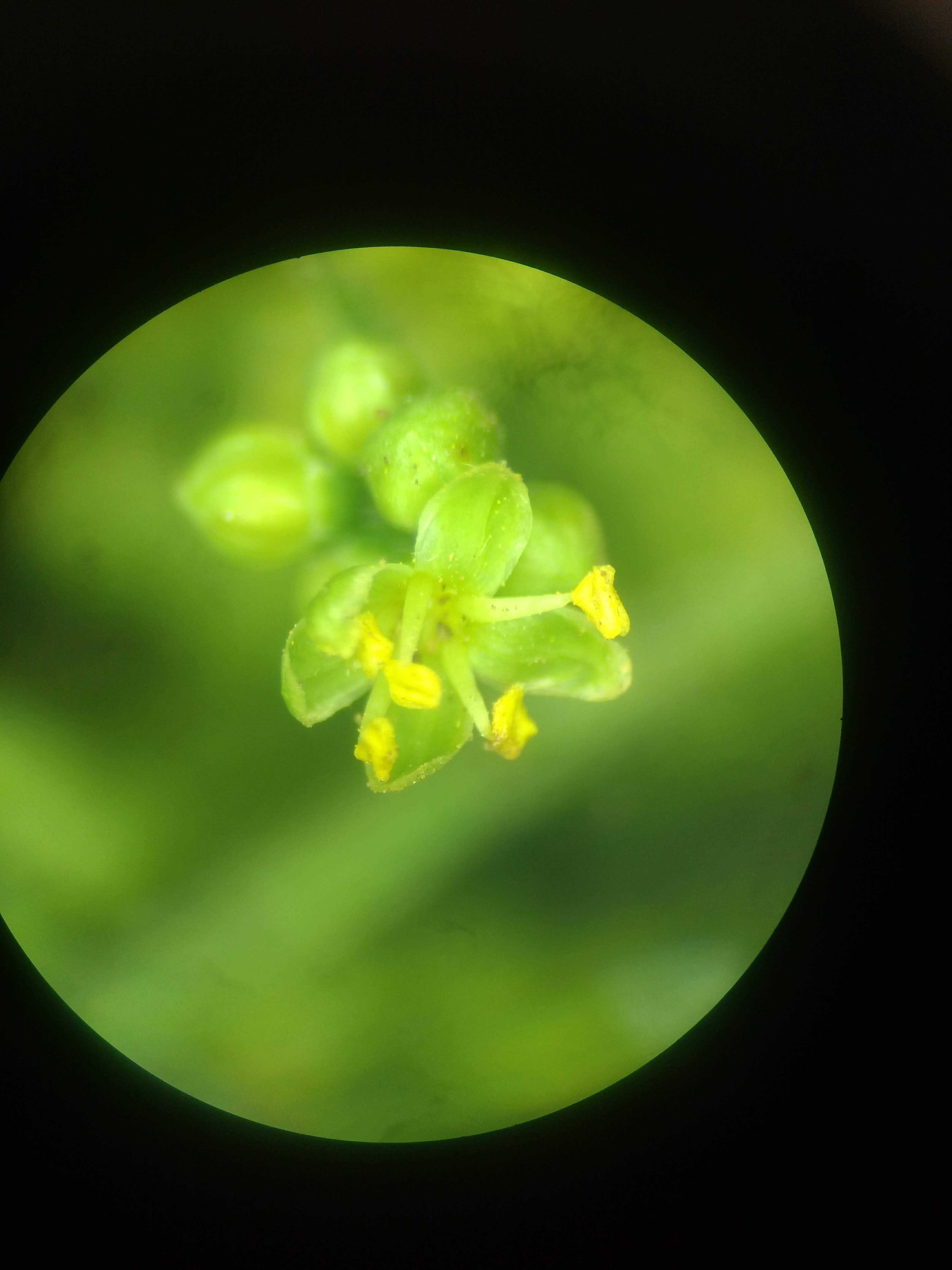
Flor tirada da inflorescência

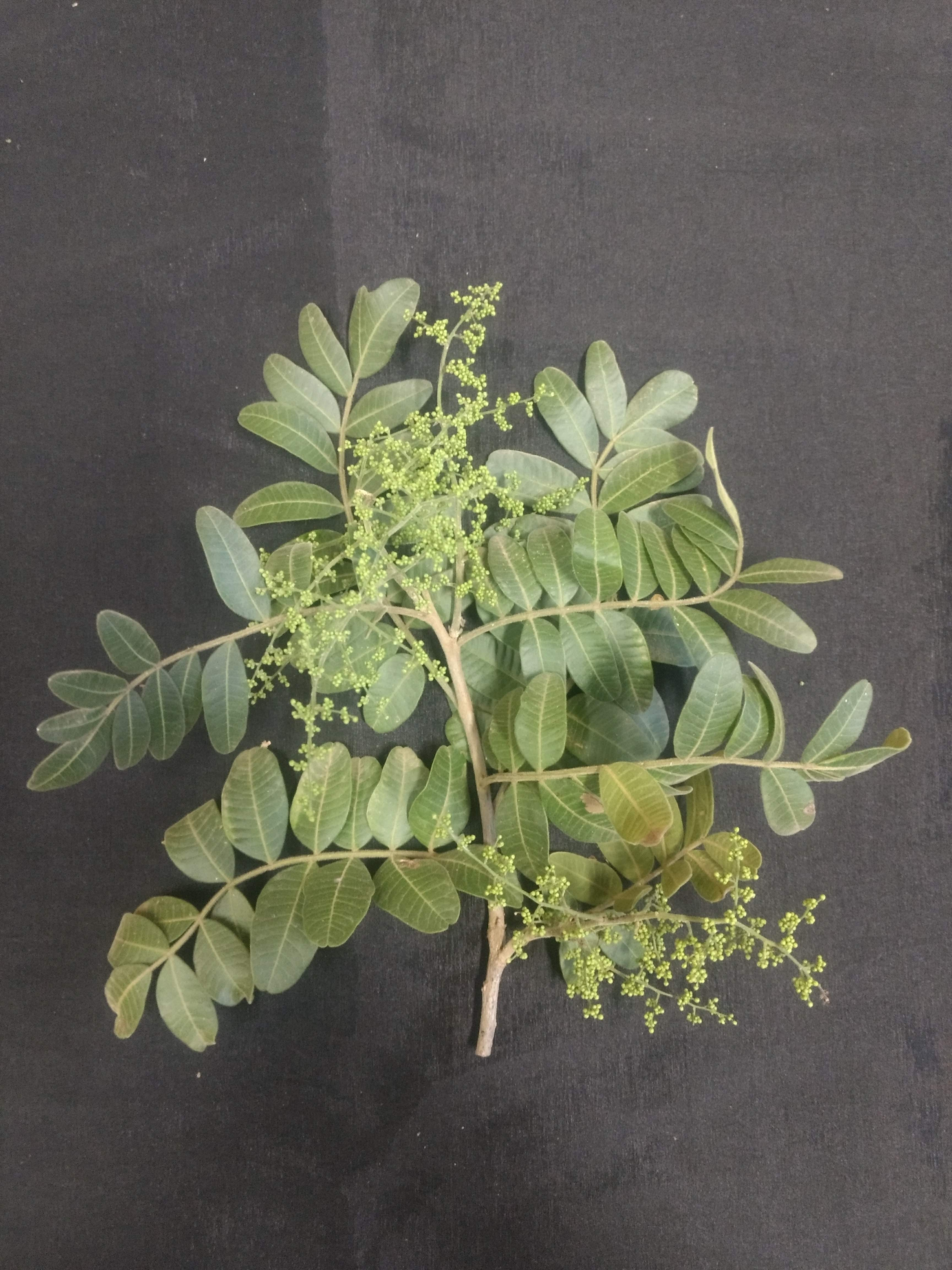
Folhas

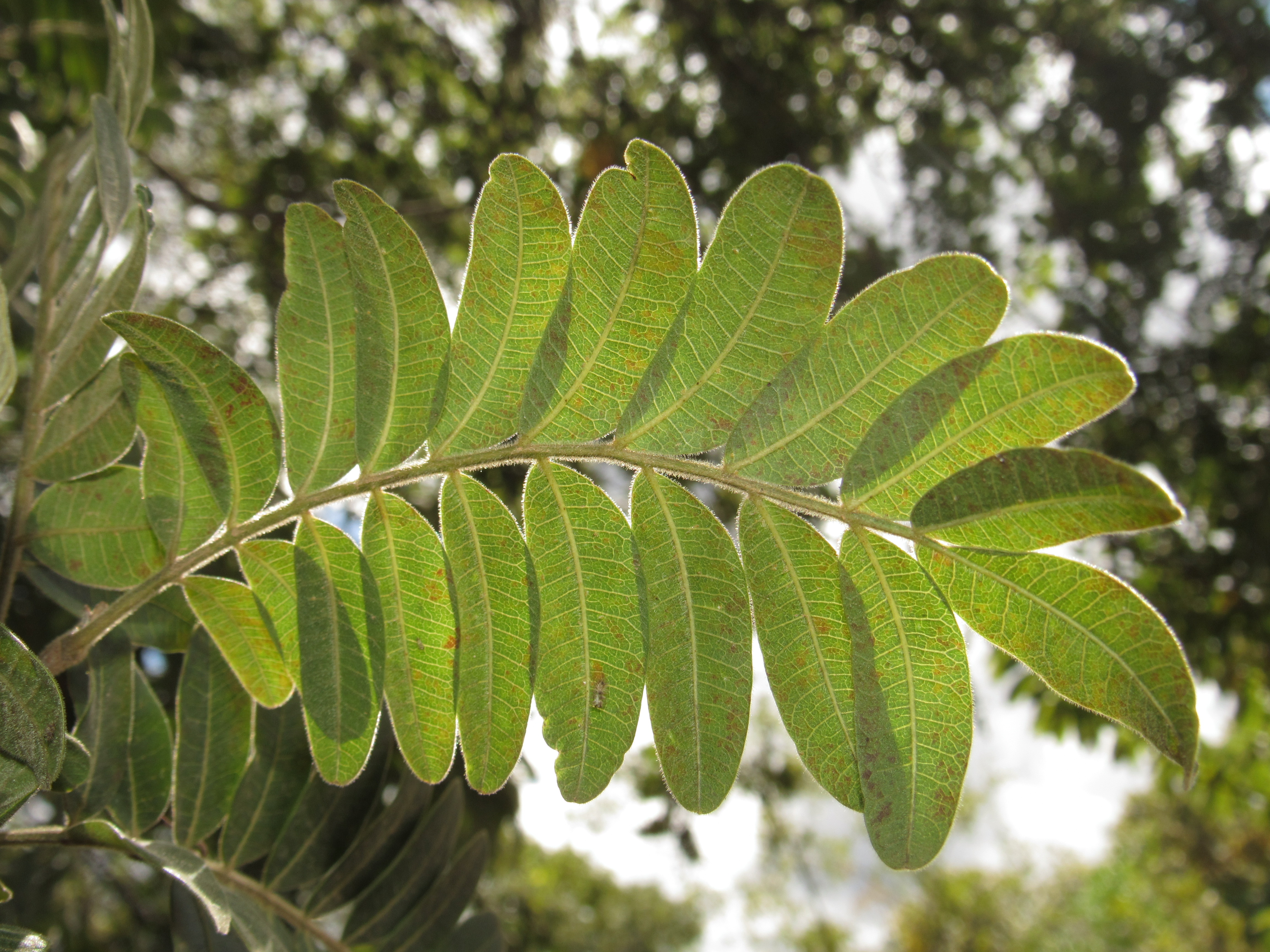
Folha com os folíolos

A espécie é caracterizada anatomicamente por cavidades e canais secretores de resina. É uma das árvores mais altas da Caatinga híperxerofila, de copa subglobosa atingindo de 6 a 12 m de altura, sendo endêmica e em outras regiões, como no Cerrado, podendo chegar até 15 m, com um diâmetro variando entre 20 e 60 centímetros. Seu caule e tronco são retos, com espinhos que atingem até 3,5 centímetros. Na Caatinga, a espécie é considerada dominante se estabelecendo em solos de tabuleiro, profundos e de alta fertilidade química. É muito frequente em solos calcários, podendo ocorrer mesmo em afloramentos pedregosos, onde geralmente desenvolve pouco. Na paisagem, apresenta um aspecto solitário por não formar mata pura, ou seja, por hectare se encontra poucas unidades da espécie, contudo quando encontrada em grupos em uma área, geralmente nas próximas desaparece. A espécie é considerada decídua, xerófita, dióica, espinhosa, heliófita e seletiva higrófila com fuste ereto, curto e com ramificações do tipo dicotômica que quando lesionado apresenta resina transparente cicatrizante. As folhas são compostas, pinadas, pilosas, imparipinadas, coriáceas, de 7-17 folíolos subcoriáceos, de 3-4 cm de comprimento por 2 cm de largura opostos na base da raque, limbo foliar verde escuro na face ventral a mais claro na dorsal, elípticos sub-rômbicos, emarginados, bordas inteiras, obtusas no ápice sendo que quando maceradas exala um odor característico da família. Possui espinhos pequenos, mas fortes de até 3,5 cm nas pontas dos ramos, estratégia de proteção contra ataques de herbívoros.

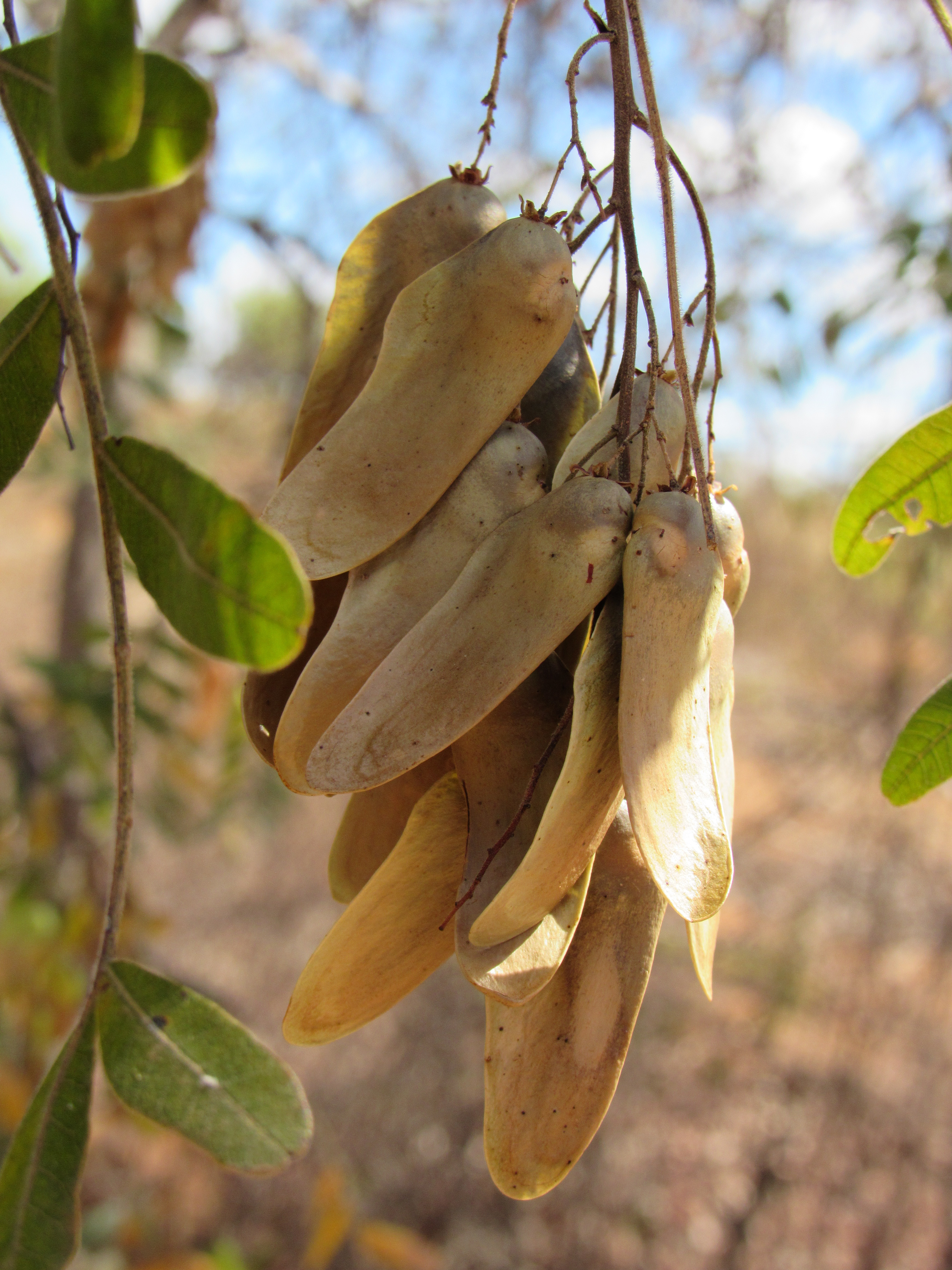
Frutos

A sua floração se inicia geralmente no fim da estação chuvosa, podendo variar em cada região e ano, no Mato Grosso do Sul acontece em julho, Ceará de novembro a dezembro e em Pernambuco de novembro a fevereiro. A inflorescência apresenta-se em panículas, terminais a subterminais com até 12 cm de comprimento, brancas, perfumadas levemente e é polinizada principalmente por abelhas, o que explica o tamanho pequeno das flores, medindo de 3 mm a 4 mm de diâmetro. Os frutos são do tipo sâmara, secos, indeiscentes, monospérmicos com pericarpo membranoso, drupa alada de coloração castanha clara variando de acordo a maturação. O mesocarpo é esponjoso e o endocarpo lenhoso impermeável à água, base aguda, superfície lisa, oblonga, estrutura falciforme medindo de 3 cm a 3,5 cm de comprimento contendo apenas uma semente de forma obovóide-reniforme, medindo 14,37 mm ± 1,56 mm de comprimento, 9,81 mm ± 0,79 mm de largura e 5,56 mm ± 0,84 mm de espessura.

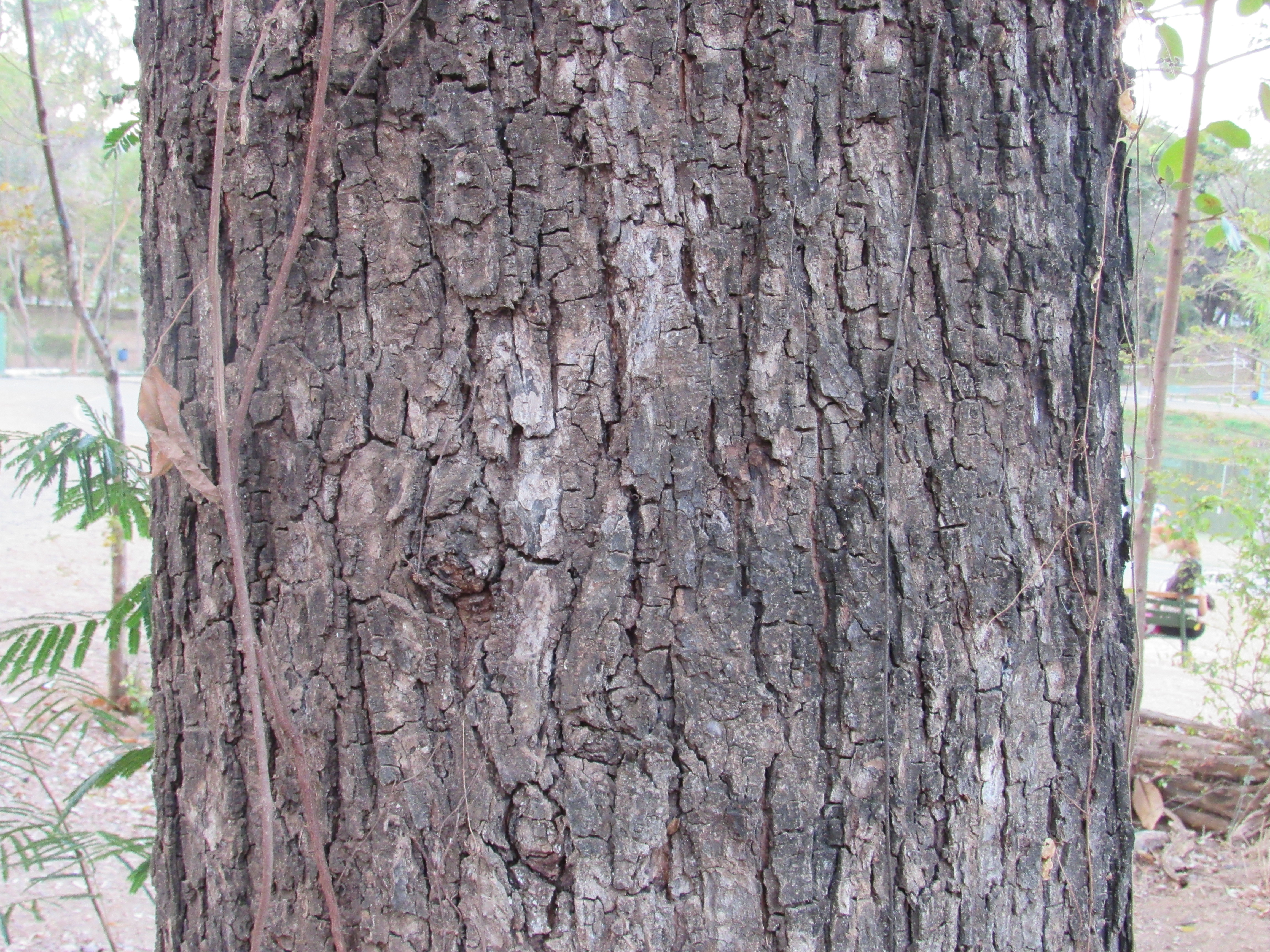
Ritidoma

O ritidoma da braúna é de coloração cinza escuro, áspero, rígido com rachaduras quadradas. O cerne possui coloração vermelho a castanho podendo escurecer lentamente quando em contato direto com o ar, porosidade baixa, ausência de parênquima, paredes celulares lignificadas, presença de cristais composto por oxalato de cálcio, resinas e taninos conferindo a espécie alta dureza, densidade (1,03 g.cm-3 a 1,23 g.cm-3), resistência a decomposição quando exposto ao ambiente externo e a ataques de fungos xilófagos como fungos, sendo que a resistência do cerne está relacionada com presença de tiloses nos vasos.

## Cultivo

### Plantio
- Tipos de plantio: mudas.[10]
- Obtenção e beneficiamento de sementes: os frutos devem ser colhidos diretamente da árvore quando iniciarem a queda espontânea e podem ser semeados diretamente, sem necessidade de extração da semente. Há cerca de 6600 unidades por quilo de sementes. Viabilidade em armazenamento inferior a 90 dias.[10] No Cerrado, as sementes estão adequadas para a coleta entre Outubro e Novembro.[14]
- Produção de mudas: as sementes devem ser colocadas para germinar em substrato arenoso a pleno sol. A germinação é lenta e baixa e o desenvolvimento das plantas no campo é médio.